# ستان مكدونالد
ستان مكدونالد (بالإنجليزية: Stan McDonald)‏ هو عازف جاز أمريكي، ولد في 28 أغسطس 1935.